# واورن
واورن (به آلمانی: Wawern) یک شهر در آلمان است که در تریر-زاربورگ واقع شده‌است. واورن ۶۰۹ نفر جمعیت دارد.